# 347
Het jaar 347 is het 47e jaar in de 4e eeuw volgens de christelijke jaartelling.

## Gebeurtenissen

### Italië
- Keizer Constans I verbant Donatus Magnus en andere Donatistische kerkleiders naar Gallië. Dit wegens hun strenge beleid van de excommunicatie.

## Geboren
- Hiëronymus van Stridon, kerkvader en vertaler van de Bijbel (waarschijnlijke datum)
- 5 mei - Paula van Rome, Romeins geestelijke (overleden 404)